# Riu Garai
Garai (o Gorai) és el nom donat a la part superior del riu Madhumati, un dels principals rius de l'oest de Bangladesh, al districte de Jessore. El Garai és un dels canals principals pel qual les aigües del Ganges arriben a la mar. El seu afluent principal és el Kumar, abans riu separat. Deixa el Ganges a Kushtia, i llavors amb el nom de Garai es creua amb diversos rius que van cap al Kumar el principal dels quals és el Kaliganga. El Garai corre en direcció sud de Ganespir a Haripus uns 55 km.